# Buitreraptor
Buitreraptor is een geslacht van uitgestorven theropode dinosauriërs, behorend tot de groep van de Eumaniraptora en meer in het bijzonder wellicht tot de Dromaeosauridae, dat negentig miljoen jaar geleden tijdens het Laat-Krijt leefde in het gebied van het huidige Argentinië.
Verschillende fossielen van Buitreraptor zijn in 2004 in Patagonië gevonden en het dier kreeg in 2005 zijn naam die zoiets als 'rovende gier' betekent.
Buitreraptor heeft een eigenaardig uiterlijk met een zeer lange kop voorzien van vele kromme kleine tandjes waarmee hij misschien vissen ving. Zijn armen zagen eruit als een soort vleugels. Het is niet helemaal duidelijk bij welke diergroep Buitreraptor precies hoorde. Hij kan erg nauw verwant zijn geweest aan de vogels en wellicht zijn zijn voorouders naar Zuid-Amerika gevlogen.

## Naamgeving en vondst
De typesoort Buitreraptor gonzalezorum werd in 2005 benoemd en kort beschreven door Peter Macovicky, Sebastián Apesteguía en Federico Agnolín. De geslachtsnaam verwijst naar het gebied waar de fossielen zijn aangetroffen: La Buitrera, de 'gierenhorst'; buitre betekent 'gier'. Raptor is Latijn voor 'rover'. De soortaanduiding eert de opgravers, de gebroeders Fábian en Jorge González.
Het holotype MPCA 245 is in 2004 in de Argentijnse provincie Rïo Negro gevonden in lagen van de Candelerosformatie die dateren uit het Cenomanien-Turonien. Het bestaat uit een gedeeltelijk skelet met schedel van een volwassen of jongvolwassen individu. De schedel is fragmentarisch bewaard; het uiteinde van de staart ontbreekt. De preservering van fossielen in La Buitrera is over het algemeen uitstekend. Kleinere dieren werden kennelijk tijdens plotse overstromingen met een dikke laag modder bedolven. Die modder heeft tegenwoordig het karakter van een laag harde rode zandsteen.
Het paratype is MPCA 238, een sacrum met een rechterbekkenhelft en een rechterachterpoot, vermoedelijk ook weer van een (jong)volwassen exemplaar. Twee andere skeletten zijn gemeld maar blijven nog onbeschreven. Buitreraptor is desalniettemin een van de best bekende dinosauriërs van Zuid-Amerika. In 2015 werden van twee exemplaren inventarisnummers gegeven: MPCA 471-C en MPCA 471-D. Het gaat vermoedelijk om de eerder gemelde specimina. Het eerste bestaat uit een tweede middenhandsbeen en twee vingerkootjes en het tweede eveneens uit elementen van de ledematen.
In 2017 werden schedel en onderkaken meer in detail beschreven. Een volgende publicatie uit 2017 meldde een derde exemplaar, MPCN-PV-598, in november 2009 door Matías Sánchez gevonden bij de Montoya-ranch. Het betreft een in verband gelegen skelet zonder schedel van een individu even groot als het holotype, dat de eerdere twee fossielen op vele punten aanvult. In 2017 was Buiteraptor het best bekende lid van de Paraves uit Gondwana. In 2024 werden bekken en achterpoten beschreven.

## Beschrijving

### Algemene bouw, grootte en onderscheidende kenmerken
Buitreraptor is een vrij klein roofdier. Gregory S. Paul schatte in 2010 de lengte op anderhalve meter, het gewicht op drie kilogram. Het dier had een slungelachtig voorkomen: de handen en voeten zijn vrij klein; de onderarmen en onderbenen echter erg lang. Het hele lichaam is laag en langgerekt met een zeer ondiepe borstkas.

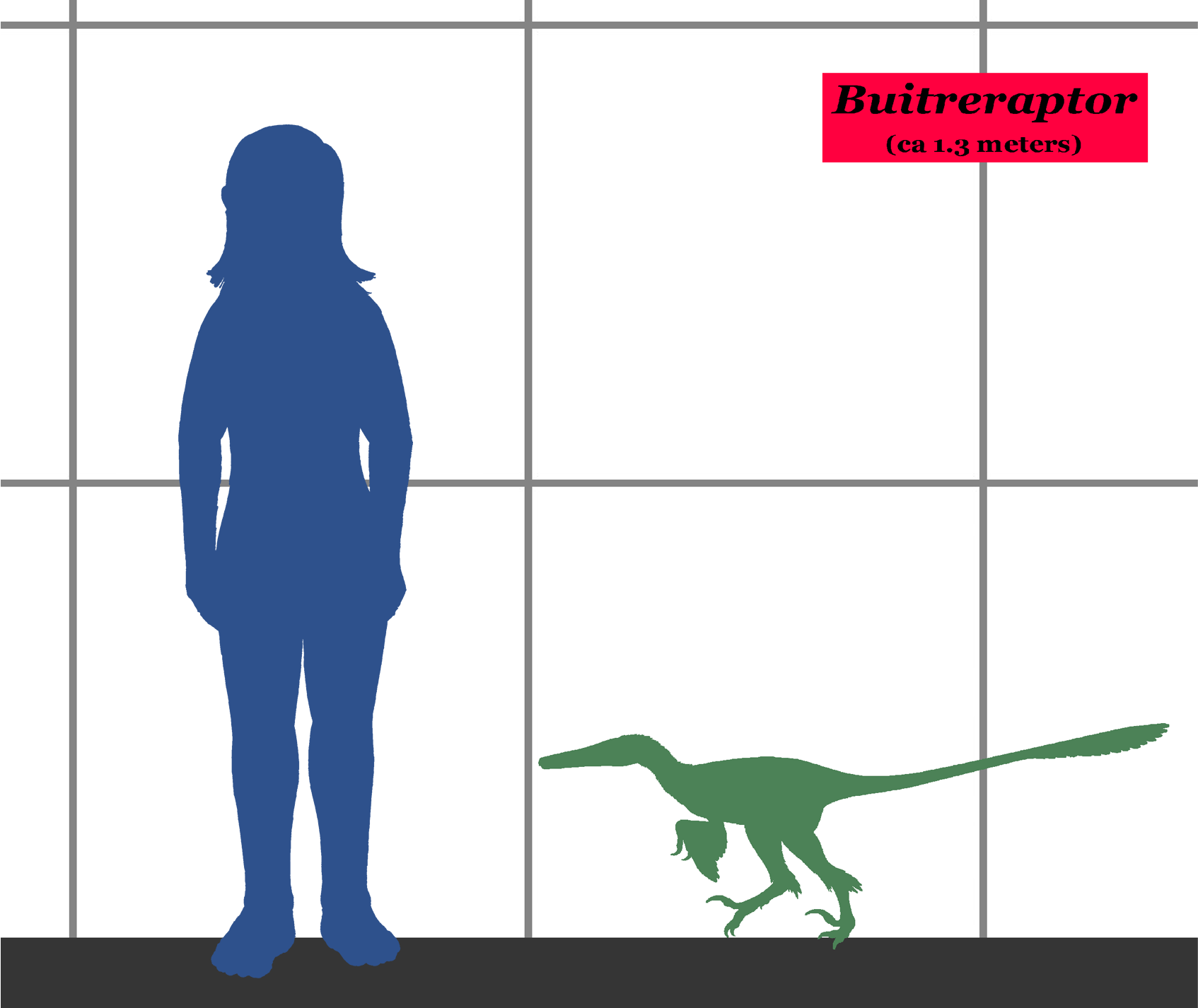
De grootte van Buitreraptor vergeleken met een mens

De beschrijvers wisten enkele onderscheidende eigenschappen vast te stellen. De schedel is lang, een kwart langer dan het dijbeen. De tanden zijn klein zonder kartelingen of een versmalde tandbasis. Het quadratum heeft een grote zijrichel en een foramen pneumaticum aan de achterkant van de schacht. De achterste halswervels hebben aan de onderste zijkant richels die naar achteren uitlopen in kleine bultjes. Het vorkbeen is gepneumatiseerd. Op het darmbeen is de richel voor de aanhechting van de Musculus caudofemoralis brevis verbreed en lobvormig en steekt opvallend zijwaarts uit vanaf het achterblad van het darmbeen.
In 2012 voegde Alan Turner hier nog een aantal kenmerken aan toe waarin Buitreraptor zich van andere dromaeosauriden onderscheidt. De fenestra maxillaris is groot. De bovenrand van de oogkas, gevormd door het voorhoofdsbeen, gaat geleidelijk over in de achterste tak richting postorbitale. Het dentarium van de onderkaak heeft een diepe horizontale groeve onder de rij tandkassen. Uit het onderste gewrichtsvlak van het opperarmbeen steekt een uitsteeksel naar onderen, een epicondyle.
In 2017 werden de onderscheidende kenmerken van de schedel en onderkaken nader bepaald. Twee kenmerken zijn uniek binnen de Dromaeosauridae. Het dentarium van de onderkaak is langwerpig en min of meer driehoekig in zijaanzicht. De tanden in het midden van de rij van het bovenkaaksbeen staan wijd uiteen. Dit laatste kenmerk wordt binnen de Paraves alleen gedeeld door Archaeopteryx en Anchiornis, twee kleine vliegende vormen. Daarnaast zijn er twee kenmerken die uniek zijn binnen de hele Coelurosauria. Het quadratum heeft een verbrede buitenste zijplaat en een pneumatische opening in de achterkant. De tanden tonen een unieke combinatie van eigenschappen in het feit dat ze klein zijn, talrijk, overdwars sterk afgeplat en voorzien van lengterichels; en een voorste snijrand, kartelingen en een insnoering aan de basis van de kroon missen. Alleen met Microraptor wordt het kenmerk gedeeld van een diepe buitenste horizontale zijgroeve met aderkanalen op het dentarium. Met alleen Austroraptor wordt het kenmerk gedeeld van een laag gelegen ovaal fenestra maxillaris. Alleen met Austroraptor en afgeleide vogels wordt het kenmerk gedeeld van een schedel die een kwart langer is dan het dijbeen. Met Austroraptor, Velociraptor en Tsaagan wordt het kenmerk gedeeld van een naar achteren uitgebreide beenstijl achter de fenestra maxillaris. Met Austroraptor, Dromaeosaurus, Mahakala en Tsaagan wordt het kenmerk gedeeld van een rechte voorrand van het bovenste slaapvenster.
De tweede studie uit 2017 gaf verschillende aanvullende autapomorfieën, nieuw geëvolueerde afgeleide eigenschappen. De ruggenwervels missen pleurocoelen, pneumatische openingen in de zijkant. Bij de middelste en achterste staartwervels worden de zijkanten gekenmerkt door een complex systeem van richels: de zijuitsteeksels zijn gevormd door een richel tussen de voorste en achterste gewrichtsuitsteeksels, er lopen richels van zowel de voorkant als de achterkant van het wervellichaam naar het zijuitsteeksel en uithollingen begrensd door richeltjes bevinden zich in de voorrand en achterrand van het zijuitsteeksel. Het schouderblad is in het midden horizontaal verbreed. De handbotten zijn extreem slank. De hand heeft 117% van de lengte van het dijbeen. Bij de vingers en tenen hebben de voorlaatste kootjes gepaarde kapselputjes die sterk bovenaan, of vooraan als het element verticaal gezien wordt, gelegen zijn en ook naar de middenlijn geschoven zijn zodat ze elkaar haast raken.

### Schedel

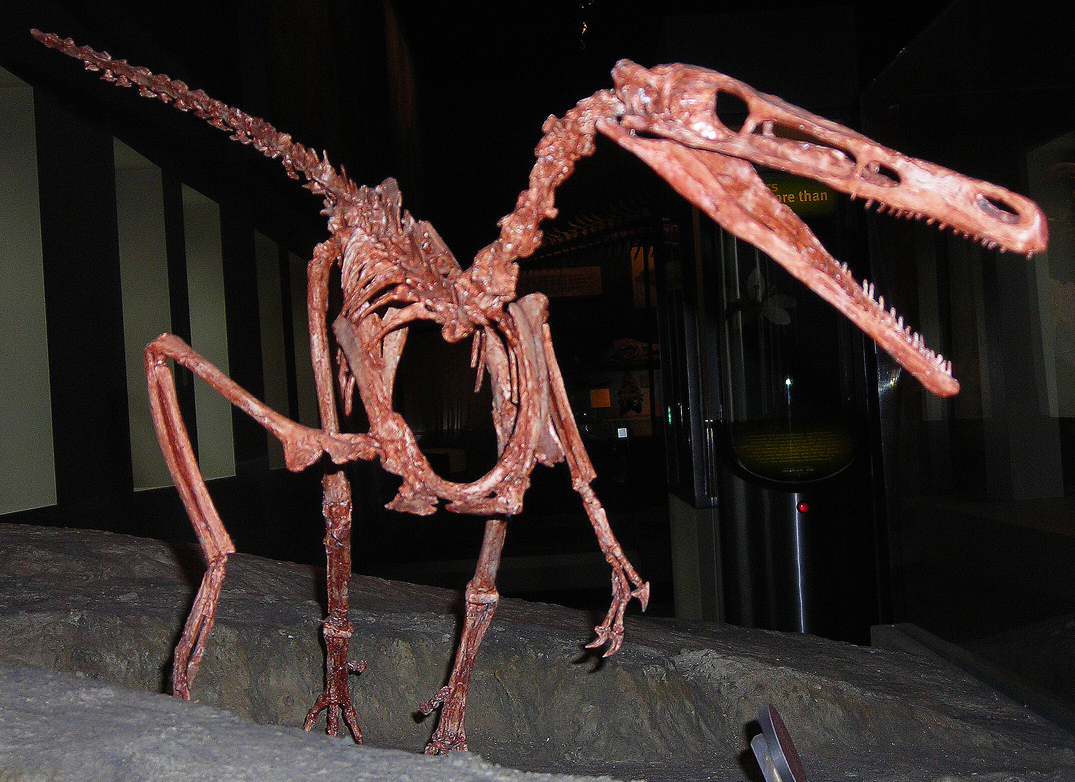
Een reconstructie van Buiteraptor; duidelijk is te zien dat de armen erg lang zijn

De schedel is extreem verlengd met een geschatte lengte van negentien centimeter. Binnen de Paraves heeft alleen Austroraptor ook een schedel die langer is dan het dijbeen. Het gedeelte vóór het midden van de bovenrand van de oogkas is bij Buiteraptor driemaal langer dan het gedeelte erachter. De snuit kan zo lang worden doordat er niet alleen een langwerpig fenestra antorbitalis is maar daarvoor ook een zeer groot maxillair fenestra, ervan gescheiden door een beenspant waarvan de buitenwand in zijaanzicht nauw is maar die zich als een brede fossa dieper naar achteren voortzet. De neusbeenderen zijn eveneens lang en nauw. Hun precieze omvang is onbekend wat de schedellengte wat onzeker maakt. De hele snuitpunt ontbreekt bij het holotype, inclusief neusgaten en de volledige praemaxillae. De snuit is niet alleen lang maar van boven bezien ook spits met een driehoekige doorsnede. Daar de achterkant van de schedel veel breder is en de rechthoekige oogkassen achteraan wat naar buiten draaien, had Buitreraptor kennelijk een mate van stereoscopisch of binoculair zicht. Dit is echter onzeker omdat de voorrand van de oogkas niet bewaard is. De achterrand van de oogkas wordt, anders dan bij de vogels, gesloten door het driestralige postorbitale dat ook geraakt wordt door de voorste tak van het lage jukbeen. Het quadratum heeft een enkelvoudige kop en een groot foramen met het quadratojugale. In 2017 werd, op papier, een vernieuwde reconstructie van de schedel gegeven, met wat grote neusgaten en een licht hol bovenprofiel.

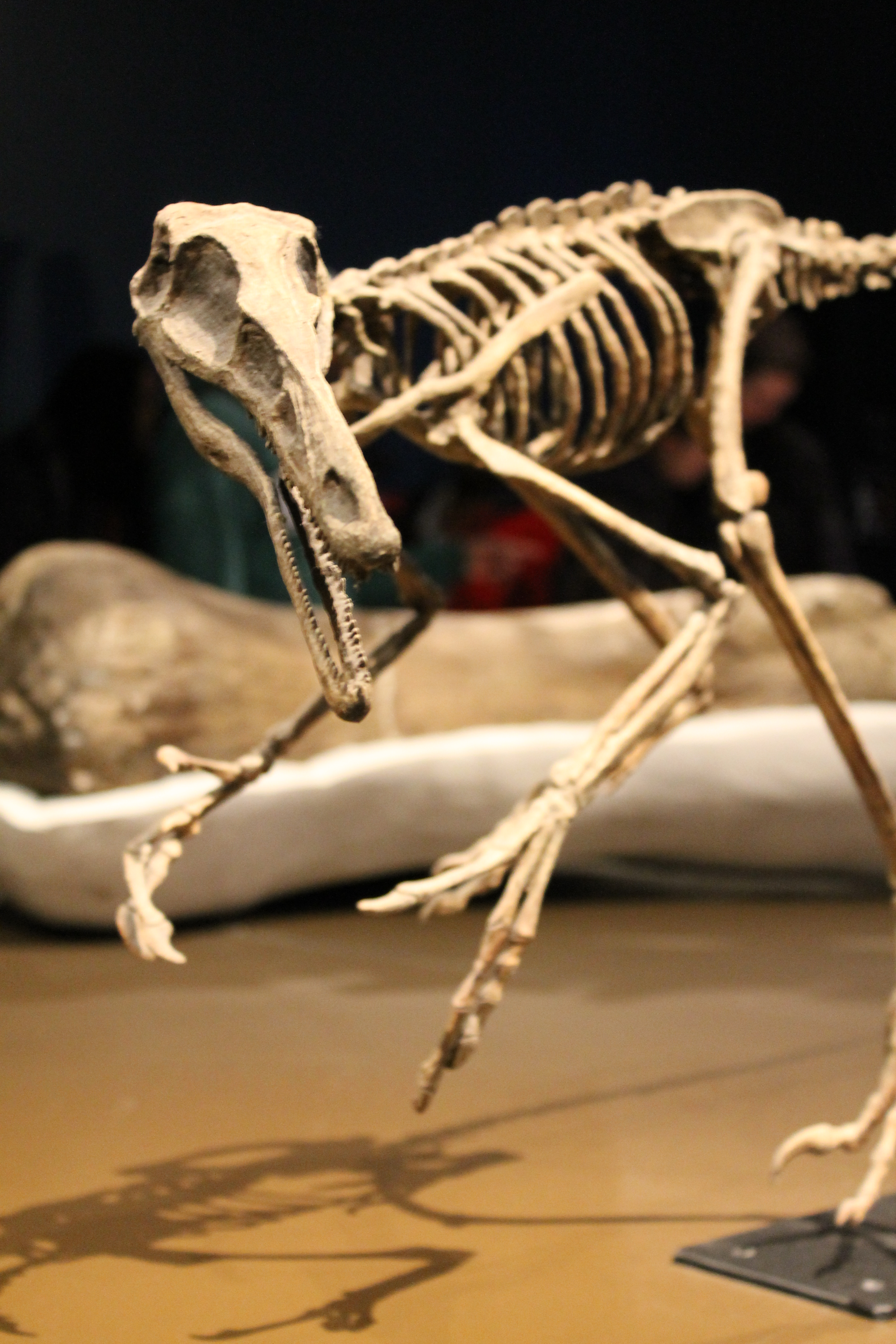
Buitreraptor had een zekere mate van stereoscopisch zicht

Het bovenkaaksbeen is laag en lang. De fenestra maxillaris is eirond met de grootste hoogte achteraan en vrij laag in de uitholling rond de fenestra antorbitalis gelegen, een basaal kenmerk. Doordat die uitholling vooraan uitzonderlijk lang is, beslaat de fenestra maxillaris toch maar de helft van dit voorste deel, een verhouding die gebruikelijk is voor dromaeosauriden. Het venster beslaat negen procent van de lengte van de schedel, een gemiddelde waarde. De fenestra maxillaris bevindt zich niet in een extra verdieping. Of er een voorliggende fenestra promaxillaris was, kan niet worden vastgesteld. Van de fenestra antorbitalis is alleen de voorrand bewaard: die is gebogen en in 2017 werd verondersteld dat het hele venster ovaal was. De neusholte steekt intern iets achter de voorrand naar achteren uit, in zijaanzicht een dunne richel achter die rand vormend, een kenmerk dat vogels missen maar gedeeld wordt met sommige troödontiden en veel dromaeosauriden. De fenestra antorbitalis neemt naar achteren geleidelijk in hoogte toe maar de onderrand blijft op hetzelfde niveau als die van de fenestra maxillaris. Het bovenkaaksbeen heeft een vrij lange opgaande tak, richting traanbeen. De onderrand van het bovenkaaksbeen is recht, niet bol zoals bij grote dromaeosauriden. Evenwijdig hieraan ligt iets hoger een lage horizontale richel, waarboven de botwand overgaat in de uitholling rond de fenestra antorbitalis. Van het traanbeen is alleen een stukje van de voorste tak aan de linkerkant van de schedel bekend. Het raakt daar het bovenkaaksbeen. De neusbeenderen zijn langwerpig en bovenop plat. Ze raken elkaar in een rechte beennaad. Achteraan krijgen ze een hoek met elkaar, zodanig dat ze samen overdwars een V-vormig profiel vormen, met de punt naar boven gericht. Boven de beenbalk tussen fenestra maxillaris en fenestra antorbitalis buigt het neusbeen plaatselijk naar beneden zodat het bovenvlak in zijaanzicht zichtbaar wordt. De voorhoofdsbeenderen zijn samen langer dan breed met vooraan een driehoekig profiel in bovenaanzicht. De takken naar de postorbitalia zijn van voor naar achter lang en driehoekig in bovenaanzicht. Het hoofdlichaam loopt geleidelijk in de postorbitale tak over. Het voorhoofdsbeen vormt driekwart van de bovenrand van de oogkas. Aan de binnenzijde van die rand loopt een halvemaanvormige trog met de holle kant naar buiten gericht. De rand vormt zo een bolle gladde dunne opstaande richel. In het midden is de beennaad tussen de voorhoofdsbeenderen iets verhoogd. Meer naar achteren worden de voorhoofdsbeenderen gewelfd, boven de hersenpan maar die welving zet zich niet door over de wandbeenderen. Daarmee wordt een rechte naad gevormd die zich naar de zijden voortzet als een rechte voorste begrenzing van de uitholling van bovenste slaapvensters. De wandbeenderen lijken bij het holotype niet vergroeid te zijn. Samen vormen een rechthoekige plaat die breder is dan lang en breder dan de ruimte tussen de oogkassen. Er is geen echte middenkam maar de gezamenlijke beennaad ligt hoger dan de uithollingen rond de bovenste slaapvensters. Dit verheven gedeelte splitst zich naar voren toe om de voorranden van die uithollingen te vormen. Naar achteren loopt het wandbeen naar beneden af richting achterhoofd; zo'n afbuiging is er echter niet in de richting van de zijwand van de schedel, zoals grote dromaeosauriden typisch wél vertonen. Het postorbitale vormt een klein driehoekig element met korte spitse takken naar het voorhoofdsbeen, het squamosum en neergaand naar het jukbeen. Ook het squamosum is een klein element met spitse takken. De voorste tak naar het postorbitale heeft geen inkeping om daarvan de achterste tak te ontvangen in een stevige verbinding maar maakt er slechts met de punt contact mee, net als bij sommige basale vogels. Het quadratum heeft op de buitenste zijkant, boven de opening die gedeeld wordt met het quadratojugale, een uitsteeksel dat zowel dat laatste bot als het squamosum raakt. Dit is een typisch dromaeosauride kenmerk. Typisch troödontide is echter de pneumatische opening op de achterzijde. De combinatie is uniek voor Buitreraptor. Het quadratum heeft de typische dromaeosauride vorm waarbij de ronde binnenste gewrichtsknobbel schuin vóór de buitenste verbrede knobbel staat. Samen vormen ze een kaakgewricht dat bij opening de achterste onderkaak openspert. Een lage verticale richel loopt over vrijwel de hele achterkant van de schacht. De grote driehoekige interne vleugel richting pterygoïde heeft een uitholling op de binnenkant. Uitzonderlijk is dat de achterzijde doorboord wordt door een pneumatisch foramen, twee millimeter in diameter. Zulke foramina zijn typisch voor Troodontidae en vogels maar zijn verder niet eenduidig vastgesteld bij dromaeosauriden. Het jukbeen lijkt langwerpig te zijn geweest. De opgaande tak loopt verticaal, iets naar achteren hellend waar het postorbitale geraakt wordt. De achterste tak is, anders dan bij grote dromaeosauriden, erg kort zodat het jukbeen als geheel een L-vorm heeft.

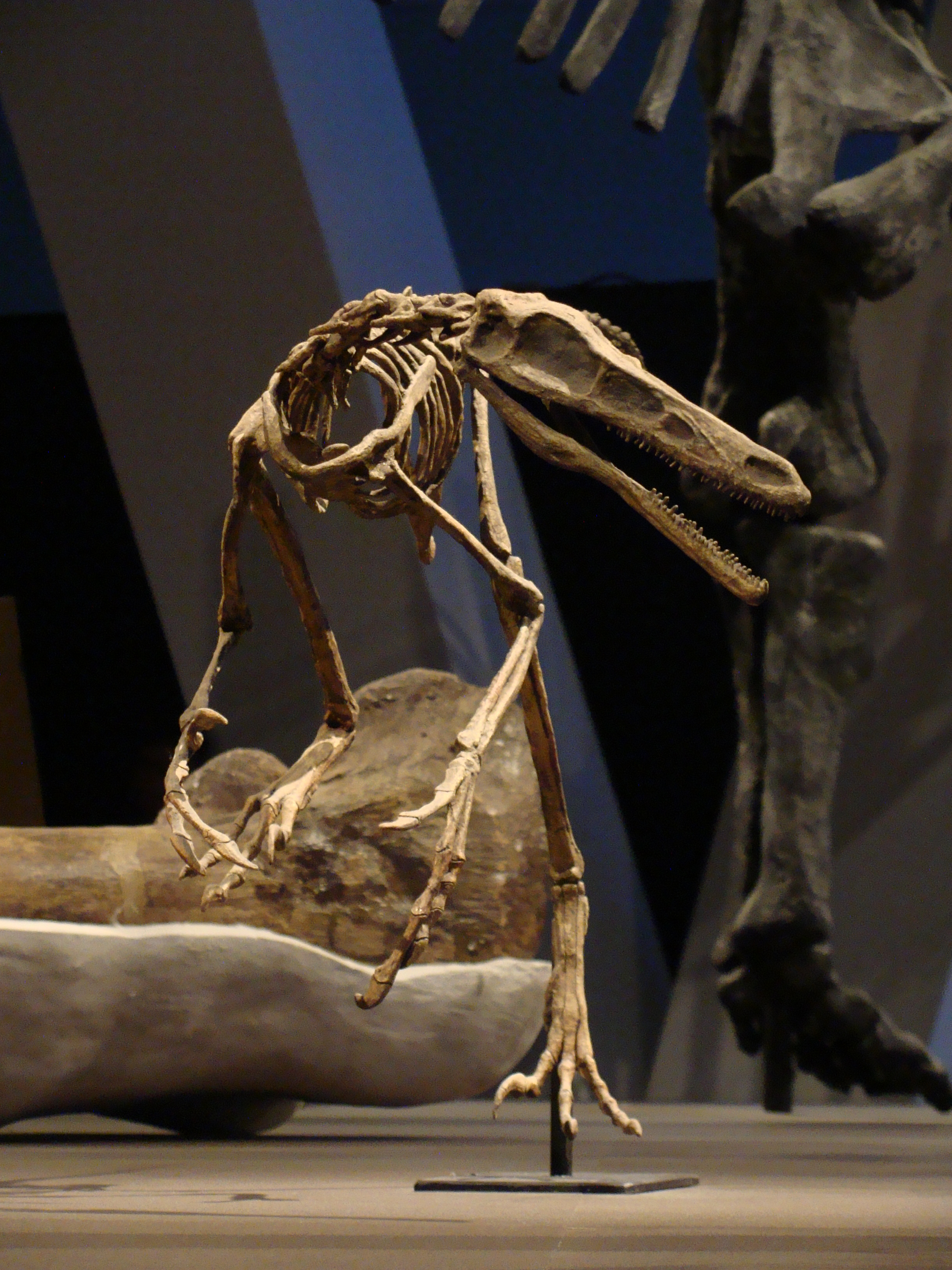
Buitreraptor heeft lange dunne onderkaken

Van het achterhoofd is alleen de achterhoofdsknobbel bewaard en zelfs die is geërodeerd. Deze condylus occipitalis is min of meer bolvormig, breder dan hoog. De knobbel steekt achter het niveau van de quadrata en squamosa uit, wat afwijkend is voor dromaeosauriden. De beschrijvers achten het echter mogelijk dat dit het resultaat is van een vervorming van het fossiel. Van het verhemelte is niets bekend.

### Onderkaken
De onderkaken zijn extreem lang en laag met vooraan vrijwel parallelle horizontaal lopende boven- en onderranden. Er is bij het dentarium een lichte verhoging naar achteren toe zodat toch een wat driehoekig profiel ontstaat. De onderrand van het dentarium is kaarsrecht behalve aan het uiterste achtereinde waar de rand iets naar beneden buigt. Aan de buitenste zijkant loopt een diepe groeve, twee millimeter onder de tandkassen, met een groot aantal openingen. Deze foramina staan vrij ver uit elkaar. Ze zijn verticaal afgeplat en nemen naar achteren in grootte toe. De groeve wordt naar achteren breder en ondieper om uiteindelijk helemaal te verdwijnen als zij onder de fenestra antorbitalis komt. De openingen dienden als aderkanalen om de tanden te voeden. Een dergelijke trogvormige groeve is typisch voor Troodontidae maar verder onbekend van dromaeosauriden; Microraptor heeft een smalle groeve. De binnenkant van het dentarium wordt bedekt door een langwerpig driehoekig os spleniale. De onderrand van het spleniale heeft een inkeping die de bovenzijde van een foramen mylohyoideum begrenst maar deze zenuwopening niet helemaal omsluit. Dit is typisch voor dromaeosauriden: bij troödontiden ligt het foramen geheel in het spleniale. Naar achteren lijkt het erop dat het spleniale de onderrand van het dentarium iets begint te omwikkelen maar doordat het fossiel ophoudt, valt dat niet met zekerheid vast te stellen. Bij dromaeosauriden is het spleniale typisch goed van de buitenste zijkant uit zichtbaar en de geringe ontwikkeling van dit kenmerk bij Buiteraptor, wellicht gedeeld met Austroraptor, is afwijkend van de meeste dromaeosauriden en troödontiden.
Van de achterste botten van de onderkaak is het onderste het angulare. De onderrand daarvan is licht bol. Boven het angulare bevindt zich een zijvenster dat vermoedelijk langer is dan hoog. De bovenrand van het angulare, meteen de onderrand van het zijvenster, is erg recht, wat een uitzondering is bij theropoden. Meer achteraan heeft het angulare een zigzaggende beennaad met het bovenliggende surangulare. Deze naad loopt naar achteren tot aan de onderrand van de onderkaak. Het surangulare heeft achteraan een horizontale richel onder de bovenrand. Een foramen surangulare lijkt te ontbreken.

### Tanden
De langwerpig uitgerekte kaken dragen vele ver uit elkaar staande kleine gladde tanden zonder snijranden of kartelingen, wat duidt op een specialisatie voor het vangen van kleine prooidieren, zoals vissen. Het aantal tanden is niet precies bekend doordat het fossiel onvolledig is. In de bovenkaak zijn er elf bewaard gebleven maar het werkelijke totaal moet veel hoger gelegen hebben. In 2017 werd het geschat op minstens twintig in het bovenkaaksbeen, waarbij dan nog de normaliter vier tanden in de praemaxilla gevoegd moeten worden. De middelste maxillaire tanden staan wijder uiteen, een eigenaardig kenmerk dat alleen gedeeld wordt met Anchiornis en Archaeopteryx. De tanden in de onderkaken staan nauwer opeen maar zijn niet echt aaneengesloten. De rechteronderkaak toont nog twintig tandkassen; het totaal is geschat op vijfentwintig, gelijk aan die van Austroraptor. Dit wijst op een totaal in de hele kop van ongeveer achtennegentig. De tanden zijn langwerpig met een lengte van 0,6 tot 4,6 millimeter. Ze zijn sterk afgeplat en gebogen met een zeer spitse punt. De apex van de tandkroon maakt bij sommige tanden ten opzichte van de tandbasis een abrupte buiging naar achteren. De afplatting is zo sterk dat midden op de tandkroon een ondiepe groeve ontstaat die zich meer naar boven toe in twee smallere groeven splitst. De tandbasis heeft zo een doorsnede in de vorm van het cijfer 8. De tandkassen zijn ovaal tot rechthoekig met evenwijdig lopende binnenzijden en buitenzijden. Interdentaalplaten ontbreken, verstevigende beenplaatjes achter de tandenrij. Hun aanwezigheid is wel gezien als een synapomorfie van de Averaptora maar binnen die klade zijn ze slechts met zekerheid aanwezig bij Austroraptor en Archaeopteryx. Aan de binnenzijde van de onderkaak bevindt zich onder de lijn van de tandkassen een diepe langwerpige groeve doorboord door vele foramina mentalia.

### Postcrania

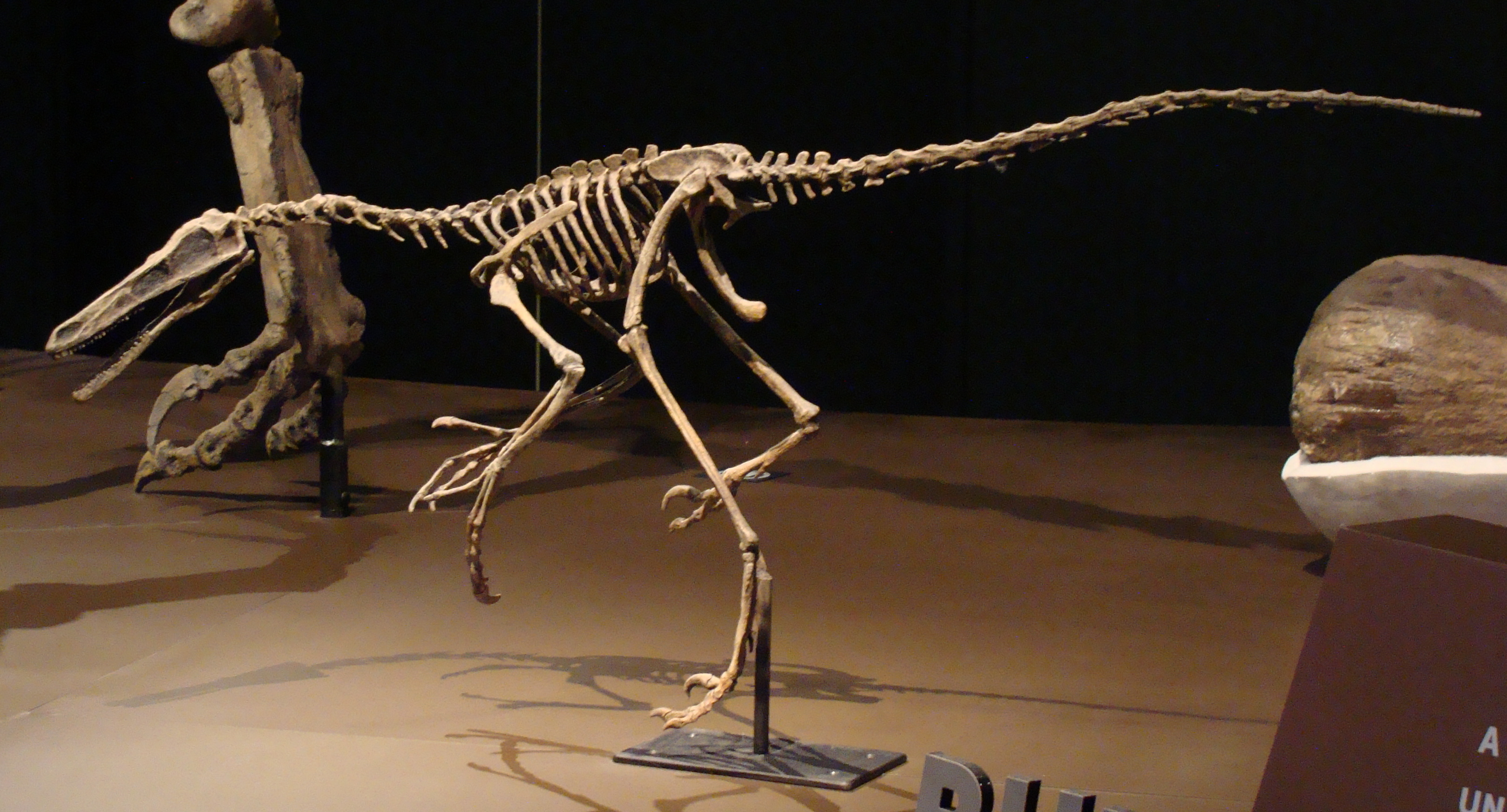
Buitreraptor heeft lange ledematen

De halswervels zijn erg lang en glad met lage doornuitsteeksels en kleine epipofysen. Ze hebben troggen op de onderzijde. Het voorste gewrichtsfacet is hol, het achterste bol, net als bij vogels. Intern zijn ze sterk gepneumatiseerd met grote luchtkamers. De ruggenwervels, ook al langwerpig, hebben bovenop hoge rechthoekige doornuitsteeksels en onderaan sokkelvormige hypapofysen. Ze missen pleurocoelen. Aan de bovenzijde en onderzijde van het gewrichtsuitsteeksel liggen diepe uithollingen. Deze zijn niet pneumatisch maar de wervelcentra hebben grote luchtkamers. De doornuitsteeksels zijn waaiervormig in zijaanzicht maar niet overdwars verbreed. De staart is lang; vanaf de zevende verlengen de staartwervels waarbij echter de verstijving in die zin wordt beperkt dat de voorste gewrichtsuitsteeksels niet meer dan de helft van de voorgaande wervel omvatten en de achterste gewrichtsuitsteeksels uitgesproken kort zijn. De chevrons zijn gevorkt en raken elkaar met hun van voor naar achter verbrede uiteinden.
Het tamelijk horizontaal liggende schouderblad is vrij kort, plat en dun en vormt met het ravenbeksbeen een zijwaarts en schuin opwaarts gericht schoudergewricht, waarbij het er een vrij scherpe hoek mee maakt. Het schoudergewricht wordt slechts door dunne beenrichels begrensd wat de arm een grotere beweeglijkheid moet hebben gegeven. Het schouderblad versmalt naar het bovenste uiteinde toe. Het schouderblad en ravenbeksbeen zijn niet vergroeid maar hebben een sterk verruwd raakvlak. Het L-vormige ravenbeksbeen heeft een groot acrocoracoïde uitsteeksel aan de voorkant van de buiging van de schacht. Het profiel is dat van een staande rechthoek waarbij de bult voor de aanhechting van de Musculus biceps brachii laag ligt. De groeve onder het schoudergewricht voor aanhechting van de Musculus coracobrachialis brevis, de spier die het opperarmbeen omlaag trekt, is dun, net als bij vogels. Het vorkbeen is robuust, U-vormig en hol met binnenin versterkende beenspanten. Bij het holotype maken de takken een hoek van tachtig graden met elkaar, bij MPCN-PV-598 van zestig graden.
Het opperarmbeen is lang met een slanke schacht. Het heeft honderddertig procent van de lengte van het schouderblad, een verhouding die verder alleen bij vliegende vormen voorkomt. De korte deltopectorale kam is overdwars afgeplat, steekt wat naar de buitenkant uit zoals bij vogels in plaats van naar de binnenkant zoals bij basale theropoden en heeft een opstaande richel aan de basis als aanhechting voor de biceps. De onderarm is robuust met een sterk naar achteren gebogen ellepijp, tweemaal zo dik als het spaakbeen. De schacht van de ellepijp toont geen papillae ulnares, bultjes voor de aanhechting van slagpennen, die er desalniettemin wel kunnen zijn geweest. De processus olecrani aan de bovenste achterkant van de ellepijp loopt naar beneden uit in een richel, een typisch dromaeosauride kenmerk. Het spaakbeen heeft aan de buitenzijde een verticale uitholling voor de aanhechting van de Musculus supinator. Het bovenvlak van het spaakbeen is ovaal, met de lange as naar voren gericht, in plaats van rond zoals bij de vogels.
De hand is niet al te groot en zeer slank gebouwd met een derde vinger die bijna even lang is als de tweede. Het eerste middenhandsbeen is nogal slank voor een lid van de Paraves; bij de dromaeosauriden is dit element meestal het meest robuuste van de hand. Het is bovenaan niet verbreed. Het heeft zevenentwintig procent van de lengte van het tweede middenhandsbeen, vergelijkbaar met de vogels, terwijl die waarde bij dromaeosauriden typisch boven de dertig procent ligt. Het contact tussen het eerste middenhandsbeen en het tweede is hechter dan typisch bij dromaeosauriden, via een trog en begrenzende bolle richel over de hele lengte van de schacht. De onderste gewrichtsknobbels van het eerste middenhandsbeen lopen niet uit over het voorvlak, net als bij vogels maar anders dan bij dromaeosauriden. De eerste vinger staat vijfenveertig graden af van de middenhand. Het eerste kootje is slank, driemaal langer dan het eerste middenhandsbeen. De duimklauw is vrij kort, smal en recht met een grote lip op de bovenste achterkant. Het eerste kootje van de tweede vinger is het meest robuuste van de hand. Het tweede kootje is het langste van de hand. De tweede klauw is wat korter dan de duimklauw en heeft ook een grote beenlip boven het gewrichtsvlak. Het tweede kootje van de derde vinger is het kortste van de hand. De derde klauw is het langste kootje van de derde vinger. Deze klauw heeft anders dan de overige twee een grote bult voor de aanhechting van de pees voor de krommende spier.
Het darmbeen is tamelijk kort en plat. De bovenrand ervan is licht bol maar het achterblad heeft achteraan een holle bovenkant, een gevolg van de verlenging naar achteren van de richel aan de bovenzijde van de verticaal nogal platte uitholling voor de Musculus caudofemoralis brevis; dit laatste kenmerk varieert echter tussen de verschillende specimina. Opvallend is dat de achterbladen van beide darmbeenderen achteraan sterk uiteenwijken. Het heupgewricht is intern gedeeltelijk gesloten. Het schaambeen is vrijwel verticaal; van de voet aan het eind kan de precieze vorm en mate van fusie tussen beide schaambeenderen bij geen enkel specimen worden vastgesteld. De voorrand van de schacht is bol naar voren gekromd. Het zitbeen is kort met een smalle tak richting darmbeen en een hoge voorste tak richting schaambeen; de voorrand heeft een scherp schuin naar beneden stekende processus obturatorius; de achterrand heeft bovenaan een uitsteeksel en eindigt in een schuin naar beneden uitstekende punt. De voorkant en achterkant van het zitbeen worden gescheiden door een scherpe verticale richel over de buitenste zijkant. De richel is licht gebogen zodat een halvemaanvorm ontstaat met het open uiteinde naar achteren gericht.

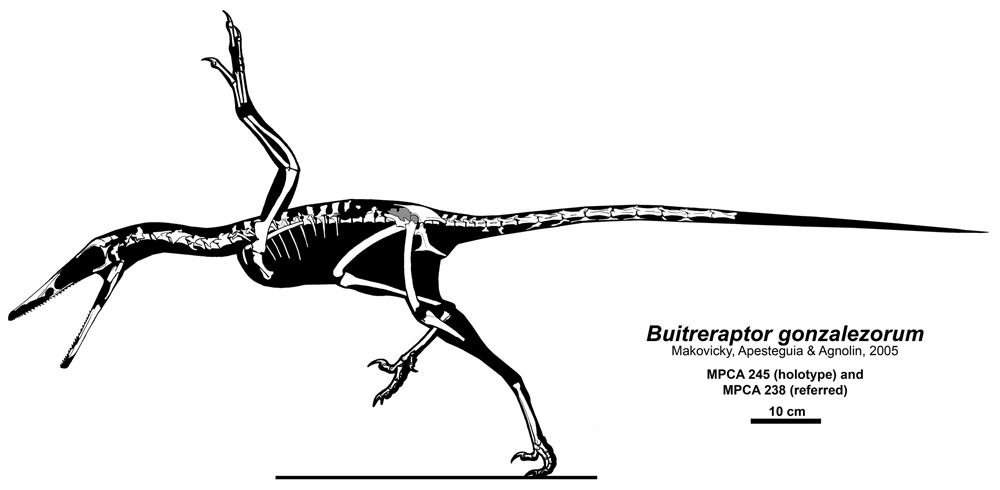
Het totaal aan gevonden beenderen

Het sterk naar voren gekromde dijbeen is slank gebouwd met een iets naar beneden gerichte kop die niet van de schacht gescheiden wordt door een duidelijke hals. Aan de achterklant van de dijbeenschacht is een vierde trochanter aanwezig, de aanhechting voor de Musculus caudofemoralis longus, een staartspier, maar deze is zwak ontwikkeld. Tussen de trochanter posterior en de bovenkant van de buitenste onderste gewrichtsknobbel loopt een opvallende richel, de linea intermuscularis lateralis. Het scheenbeen is lang maar bovenaan robuust gebouwd. Over de volle lengte deze tibia in contact met het bovenaan eveneens vrij brede kuitbeen. Naar beneden toe versmalt deze fibula tot een dunne staaf maar deze bereikt de enkel wel. Onderaan verbreedt het scheenbeen van binnen naar buiten en is vergroeid met het sprongbeen, waarbij de opgaande tak van deze astragalus de voorkant van het onderste scheenbeen bedekt. De middenvoet is relatief lang met zevenenzestig procent van de lengte van het scheenbeen. In de middenvoet wordt het derde middenvoetsbeen bovenaan iets toegeknepen door het tweede en vierde maar is vermoedelijk nog wel aan zowel de voorkant als de achterkant zichtbaar — het bovenste stukje is verloren gegaan. Het derde middenvoetsbeen is het langste; het vierde iets korter dan het tweede hoewel ze even dik zijn. Het tweede en het derde middenvoetsbeen hebben onderaan een gedeeltelijk ontwikkeld scharniergewricht. Aan de onderkant groeit de voorkant van het derde middenvoetsbeen licht over de zijkanten van het tweede en vierde heen. De achterste binnenhoek van het vierde middenvoetsbeen steekt als een scherpe richel naar achteren uit. De voet draagt aan de tweede teen een opgetrokken sikkelklauw die onderaan breed is maar in totaal erg kort. Het tweede kootje van de tweede teen heeft aan de onderkant achteraan een hielvormig plateau voor groeve van de pees voor de buigspier zoals bij de meeste dromaeosauriden maar dit kootje is niet zo verlengd en middenin ingesnoerd als meestal het geval is en de 'hiel' is niet zo duidelijk gevormd als bij meer afgeleide dromaeosauriden.
Mackovicky heeft gespeculeerd dat het dier indien voorzien van een verenkleed — wat vrijwel zeker het geval was bij dit warmbloedige dier — tot glijvluchten in staat moest zijn geweest. De handen zijn daarvoor echter wat kort. De mogelijke levenswijze als viseter heeft geleid tot de speculatie dat het verenkleed chamois of roze gekleurd is geweest.

## Fylogenie

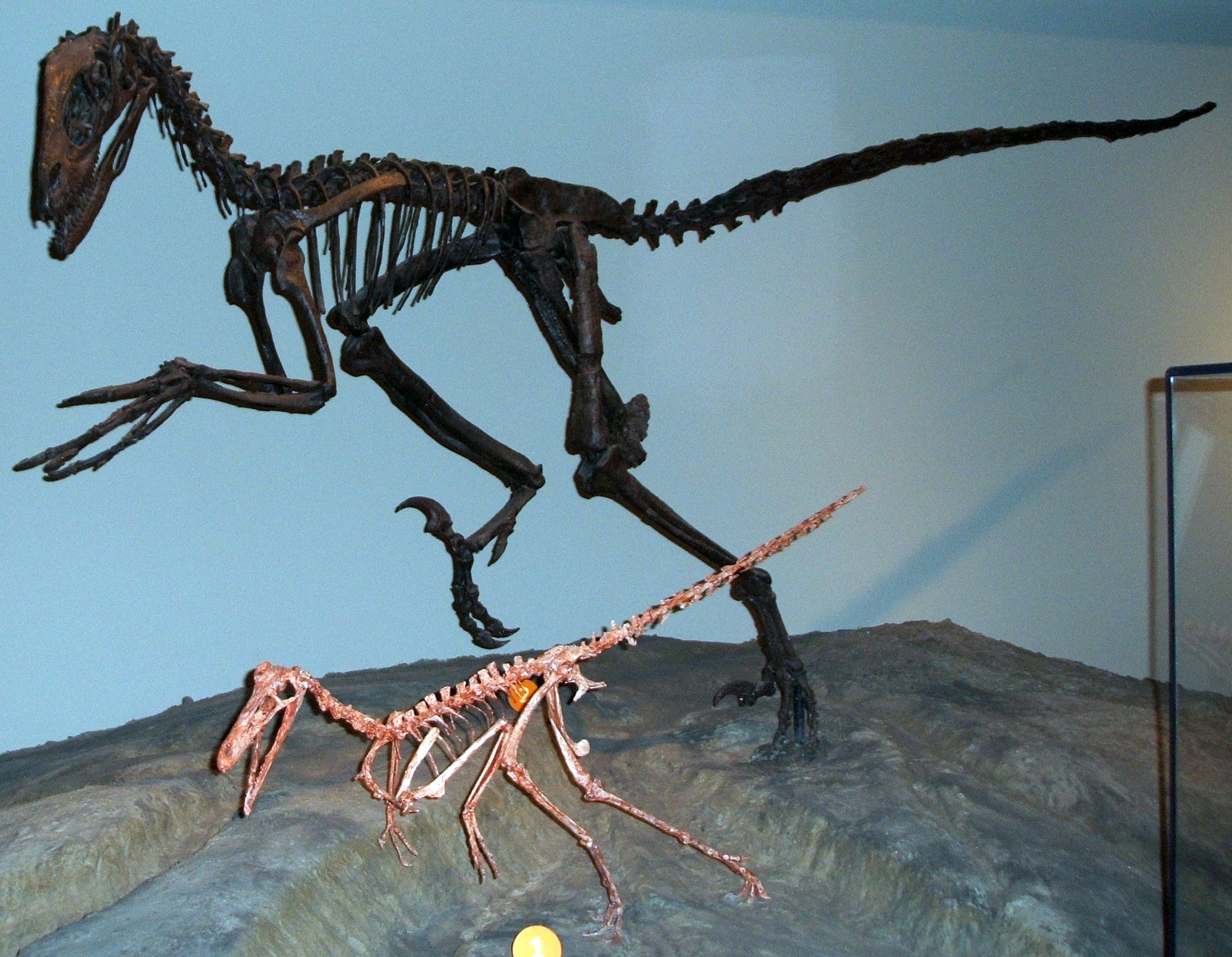
Het skelet van Buitreraptor met op de achtergrond ter vergelijking dat van de dromaeosauride Deinonychus

Buitreraptor toont een verwarrend mozaïek van eigenschappen die kenmerkend zijn voor de vogels, Troodontidae en Dromaeosauridae. Het werd na een cladistische analyse door de beschrijvers in de dromaeosauriden geplaatst
De determinering als dromaeosauride baarde om twee redenen veel opzien — waardoor het dier in 2005 zelfs op de omslag van de oktoberuitgave van het gerenommeerde blad Nature kwam — hoewel ook het bizarre uiterlijk daaraan bijdroeg.
Op de eerste plaats kon het gelden als een bewijs voor de grote ouderdom van Dromaeosauridae, daar de meeste soorten van die groep in Laurasia voorkwamen en niet zoals Buitreraptor in Gondwana en de gemeenschappelijke voorouder van de groep dus in de Jura geleefd zou moeten hebben, vóór de splitsing van Pangaea. Dit was echter al duidelijk door de vondst van Unenlagia en Neuquenraptor.
Een tweede punt was dat de cladistische analyse aangaf dat Buitreraptor in één nauw verwante klade Unenlagiinae met Rahonavis valt, een vliegende vorm die eerst als een vogel beschouwd werd. Dit wijst binnen het kader van het debat over de oorsprong van de vogels op de mogelijkheid dat de gemeenschappelijke voorouder van alle Eumaniraptora ook kon vliegen, zoals al verondersteld was door Gregory S. Paul omdat een vertegenwoordiger van een andere deelgroep, Microraptor, dat wellicht ook kon. Het belang van het tweede punt doet echter afbreuk aan dat van het eerste: vliegende vormen konden immers misschien de zeestraat tussen de twee continenten overgestoken hebben.
Het is echter de vraag of de analyse wel klopt. Achteraf werden fouten aangetoond in de codering; hun correctie leidt ertoe dat de Unenlagiinae basaal in de Avialae staan, de tak die naar de vogels leidt. Dit wordt ook ondersteund door zekere overeenkomsten in de tandvorm, zoals de geringe grootte en het ontbreken van kartelingen. De studies uit 2017 bevestigen de directe verwantschap met de avialen.